# 多治見市立小泉小学校
多治見市立小泉小学校（たじみしりつ こいずみしょうがっこう）とは、岐阜県多治見市にある公立小学校。

## 通学区域
- 通学区域は、幸町1-8丁目、小泉町1-8丁目、大原町1-丁目、大沢町1・2丁目、美山町、平井町1-6丁目、赤坂町1-9丁目、宝町1-12丁目、明和町1丁目の一部、明和町2丁目の一部、昭栄町の一部であり、公立中学校の進学先は多治見市立小泉中学校である[1]。

## 沿革
- 1873年（明治6年） - 可児郡大原村に攻堅学校、可児郡根本村に恭倹学校が開校する。
- 1877年（明治10年） - 攻堅学校と恭倹学校が統合され、攻堅学校となる。
- 1893年（明治16年） - 新築移転。通称「御陣屋学校」。
- 1886年（明治19年） - 大原簡易科小学校に改称する。
- 1889年（明治22年）7月1日 - 大原村、根本村、野中村、北村が合併し、可児郡小泉村が発足。
- 1893年（明治26年） - 小泉尋常小学校に改称する。
- 1904年（明治37年） - 新築移転。
- 1927年（昭和2年） - 小泉尋常高等小学校に改称する。
- 1941年（昭和16年） - 小泉国民学校に改称する。
- 1944年（昭和19年）2月11日 - 小泉村が多治見市に編入される。
- 1947年（昭和22年）4月 - 多治見市立小泉小学校に改称する。
- 1952年（昭和27年） - 現在地に新築移転。
- 1971年（昭和46年） - 新校舎（鉄筋コンクリート造）[注釈 1]、体育館が完成。
- 1975年（昭和50年）4月 - 多治見市立根本小学校を分離する[注釈 2]。
- 1983年（昭和58年） - 校舎を増築[注釈 3]する。
- 2020年 - 新校舎竣工（予定）[2]。